# Claudio Batista dos Santos
Claudio Batista dos Santos (nacido el 19 de abril de 1967) es un exfutbolista brasileño que se desempeñaba como delantero.
Jugó para clubes como el XV de Piracicaba, Ponte Preta, Paraná, Bragantino, Cerezo Osaka, Coritiba, Botafogo y Fortaleza.

## Trayectoria

### Clubes
| Club             | País   | Año         |
| ---------------- | ------ | ----------- |
| XV de Piracicaba | Brasil | 1990 - 1991 |
| Ponte Preta      | Brasil | 1993        |
| Paraná           | Brasil | 1993        |
| Bragantino       | Brasil | 1993        |
| Paraná           | Brasil | 1994 - 1996 |
| Cerezo Osaka     | Japón  | 1997        |
| Coritiba         | Brasil | 1998        |
| Botafogo         | Brasil | 2000        |
| Fortaleza        | Brasil | 2001 - 2002 |